# Mandan
Mandan (Numakaki, Numangkake), pleme Siouan Indijancev, naseljeno v zgodovinskem obdobju ob reki Hart, pritoku Missourija, kasneje pa ob reki Knife. Sestavljali so jih več skupin: Nuptadi, Nuitadi, Awigaxa, Istopa ali  'Tisti, ki se tetovirajo' .

## Ime
Angleško ime Mandan je nastalo iz podobnih eksonimov, ki so se pojavljali v jezikih sosednjih plemen Siouan, kot so Miwátąni pri Tetonih, Miwátani pri Yanktonai Indijancih, Mawátani ali Mąwátanį pri Yanktonih ali med Santeeji Mawátąna ali Mawátadą itd. in njegov pomen je  'tisti, ki živijo ob reki' .
Sami so se imenovali Rųwą́ʔka·ki, kar se je včasih pisalo tudi kot Numakaki ali Numangkake. Obstajalo je tudi ime Wį́ʔti Ų́tahąkt ali "Vzhodna vas", iz česar je v angleščini nastalo Metutahanke ali Mitutahankish, in izhaja iz njihovega prejšnjega naselja. Najnovejše ime je Rų́ʔeta "mi sami, naši ljudje".
Pri Indijancih Hidatsa so obstajala imena A-rach-bo-cu, ki jih je zabeležil Long (1791) in How-mox-tox-sow-es. Indijanci Arikara so jih imenovali Kanit', Ottawa Kwowahtewug, Šajeni Mo-no'-ni-o, in pri Crow Indijancih U-ka'-she, ali "zemeljske hiše". Pomeni drugih imen niso znani.
Mnogi drugi alternativni nazivi v različni literaturi zanje so: Mayátana, Mayátani, Mąwádanį, Mąwádąδį, Huatanis, Mandani, Wahtani, Mantannes, Mantons, Mendanne, Mandanne, Mandians, Maw-dân, Meandans, les Mandals, Me-too´-ta-häk, Numakshi, Rųwą́ʔkši, Wíhwatann, Mevatan, Mevataneo.

## Zgodovina
Po prvih belih obiskovalcih imajo Mandani različne tradicije o svojem vzhodnem poreklu in so verjetno, meni Swanton, prišli nekje iz območja Winnebaga ali Ohia. Po Mandanih so se najprej naselili na območju reke White, pritoka Missourija, v današnji Južni Dakoti, nato pa so se preselili na reko Moreau in na reko Heart, kjer so jih našli prvi belci. Prvi med njimi je leta 1738 prišel franko-kanadski trgovec s krznom in raziskovalec Pierre Gaultier de Varennes et de La Vérendrye. Leta 1750. so imeli devet vasi, vendar jih je leta 1776. ostalo le dve, ki sta se že nahajali 4 milje (približno 6 km) od izliva reke Knife, to sta Ruptari in Metutahanke. Tukaj jih je leta 1804. našla tudi odprava Lewisa in Clarka.
Prihod belcev za Indijance pomeni tudi prihod različnih bolezni, zato so bili leta 1837. skoraj uničeni zaradi epidemije črnih koz, od 1.500 jih je ostalo le 31. Oslabljeni in skoraj izginuli so se leta 1845. pridružili plemenu Hidatsa in odšli v rezervat Fort Berthold, kjer še danes živijo njihovi potomci. Ti dve plemeni skupaj z Arikarami sta združeni pod imenom "Three Affiliated Tribes" ali "MHA" (Mandan, Hidatsa, Arikara) Nation.
Edwin Benson, zadnji govorec mandanskega jezika, je umrl 9. decembra 2016. leta.

## Etnografija
Mandani so vaščani, vendar tudi pravi prerijski Indijanci, lovci na bizone in gojitelji koruze (mandan corn, glej) in skupaj z Arikarami in Hidatsami jih antropologi (W.Raymond Wood) imajo za prerijsko poljedelsko prebivalstvo. Živeli so v velikih zemeljskih hišah, v naseljih, zaščitenih s palisadami. V bližini svojih vasi so sadili koruzo, fižol in buče. Da bi rastline lahko rasle, po mandanskem verovanju skrbi nesmrtna starka, ki živi nekje daleč na jugu. Spomladi pošlje svoje namestnike, da namesto nje opravijo delo, da bi rastline uspevale. To so večinoma vodne ptice, tako da je divja raca zadolžena za fižol, divja gos pa za koruzo.
Lov je zelo pomemben, saj je to edini način, da pridejo do mesa. Zato so prirejali različne slovesnosti. Najpomembnejša je zagotovo večdnevni Okipa ali O-kee-pa (Okeepa) ples ('posnemanje'), ki je povezan z lovom na splošno, tako poleti kot pozimi. Imel je dvojno funkcijo, poleg funkcije spominjanja mitskih dogodkov tudi funkcijo spodbujanja plodnosti bizonov, kar pomeni sinkretični pomen in je moral trajati nekaj mesecev, oziroma dokler traja brejost. Okipa se je odvijala v najtoplejših dneh, medtem ko so v mrzlih zimskih dneh potekale slovesnosti Snežne sove, Rdeče palice in Bele bizonske krave.
Slovesnost Rdeče palice je namenjena privabljanju bizonov od decembra do marca. Za to priložnost so mladi možje prepustili svoje žene starcem, jih pustili gole pod krznenimi ogrinjali. Starci so utelešali bizone in skozi resnični ali simbolični koitus prenašali mlajšim, posredno preko žensk, svoje nadnaravne moči in na ta način zagotavljali uspeh pri lovu in vojni. Mit o Rdeči palici omenja deklico Koruza (Corn Silk), ki beži pred svojim zapeljivcem in ob njenem povratku posvoji deklico First Tretty Woman, ki jo pripelje v vas, vendar se izkaže, da je požrešni velikan, ki požira vse prebivalce. Je personifikacija lakote. Razkrili so jo bizoni in jo sežgali na grmadi. Od takrat, ko pozimi vas ogroža lakota, pridejo bizoni, ki se ponudijo kot hrana v znak hvaležnosti, ker so tudi mladi možje ponudili svoje žene.
Tudi slovesnost Bele bizonske krave je zimska slovesnost in je bila skupna tako Mandanom kot njihovim daljnim sorodnikom Hidatsam. Krzno bele bizonske krave je imelo pri Mandanih zelo visoko ceno (15 konj, pravi Eva Lips), vendar je bilo tudi zelo cenjeno, ker so ga skupaj s koruznim storžem in vejico pelina žrtvovali samemu soncu.
 Pohk-hong 
Pohk-hong je preizkus poguma in vzdržljivosti, ki so mu podvrženi mladiči plemena Mandanov, da bi lahko postali bojevniki. To surovo iniciacijo je opisal George Catlin [ameriški slikar, 1796-1872]. Obred predhaja štiridnevni post in bdenje, nato pa preizkušanca pod streho vračeve hiše privežejo z vrvmi, ki so pritrjene na palice, prebodene skozi mišice na prsih in na hrbtu. Na drugih palicah so obesili njihovo orožje in eno ali dve bizonski glavi. Tako obešene so jih vrteli na vrveh, dokler niso izgubili zavesti. Ko so se zavedli, so jim odrezali en členek na prstu in jih vlekli po tleh, dokler se niso z raztrganjem mišic in kože uspeli osvoboditi bremena in vrvi. Celoten obred se je moral odvijati brez glasnega kazanja bolečine, sicer bi se prekinil, preizkušanec pa bi bil izpostavljen posmehovanju žensk. Rane bi kasneje zacelil vrač z zdravilnimi zelišči.
 Struktura družbe 
Po Morganu so Mandani svoje poreklo računali po ženski liniji, položaj in premoženje pa so se dedovali znotraj klana. Sklepanje zakonskih zvez znotraj klana je bilo prav tako prepovedano. Določeni Joseph Kip iz stare mandanske vasi na Missouriju, čigar mati je bila Mandanka, leta 1876 navaja, da je podedoval svoj klan po materi, kar je tudi potrditev matrilinearnosti Mandanov.
Mandani so imeli 7 klanov:
1. Ho-ra-ta-mu-mäke (Wolf; Volk). 2. Ma to-no-mäke (Bear; Medved). 3. See-poosh ka (Prairie Chicken; Prerijski petelin). 4. Tä-na tsu-kä (Good Knife; Dobri nož). 5. Ki-tä ne-mäke (Eagle; Orel). 6. E-stä-pa' (Flathead; Plosnatoglavi). 7. Me-te-ah'-ke (High Village; Gornje selo).
- "Mändeh-Páhchu, mladi Mandanski Indijanec": akvatinta Karla Bodmerja iz knjige "Potovanja Maksimilijana, princa Wieda po notranjosti Severne Amerike v letih 1832–1834"
- Gostija v mandanski koči, umetnina Georgea Catlina, ki prikazuje štiri stebre, ki podpirajo streho in dimno odprtino, ok. 1830
- "Ischohä-Kakoschóchatä, Ples Indijancev Mandan": akvatinta avtorja Karl Bodmer iz knjige "Potovanja Maksimilijana, princa Wieda po notranjosti Severne Amerike, v letih 1832–1834"
- "Ptihn-Tak-Ochatä, ples žensk Mandan": akvatinta avtorja Karl Bodmer iz knjige "Potovanja Maksimilijana, princa Wieda po notranjosti Severne Amerike, v letih 1832–1834"
- Poglavar Mandan Ma-to-toh-pe ali Štirje medvedi, avtor George Catlin
- "Pasje vprege Indijancev Mandan": akvatinta Karla Bodmerja iz knjige "Potovanja Maksimilijana, princa Wieda po notranjosti Severne Amerike v letih 1832–1834"
- 'Idoli Indijancev Mandan: akvatinta Karla Bodmerja iz knjige "Potovanja Maksimilijana, princa Wieda po notranjosti Severne Amerike v letih 1832–1834"

## Vanjske poveznice
- Mandan Arhivirano 2. studenoga 2007. na Wayback Machine.
- Mandan Indians Arhivirano 15. listopada 2007. na Wayback Machine.
- Mandan Indian Tribe History
- George Catlin, Letters And Notes on the Manners, Customs, and Conditions of North American Indians